# Орден «За научные заслуги»
Орден «За научные заслуги» (рум. Ordinul «Meritul Științific») — государственная награда Социалистической Республики Румынии, учрежденная Декретом Государственного Совета СРР № 737 в 1966 году.
Орден имел три степени.
Орденом «За научные заслуги» награждались работники научно-исследовательских учреждений за весомые открытия, способствующие научно-техническому прогрессу.
При награждении орденом вручалась денежная премия:
- 1 степени — 1600 лей и предоставлялось ежегодно четыре дня дополнительного оплаченного отпуска;
- 2 степени — 1200 лей и предоставлялось три дня дополнительного оплаченного отпуска;
- 3 степени — 800 лей и предоставлялось два дня дополнительного оплаченного отпуска.

Кроме того, вручалась медаль «За научные заслуги».
Одним из первых кавалеров ордена стал румынский учёный-физик Евгений Бэдэрэу (1966).
С 2000 года награждение орденом «За научные заслуги» не проводится.
В настоящее время, за аналогичные достижения в Румынии вручается Орден «За культурные заслуги».

## Галерея

Орден и медаль «За научные заслуги»
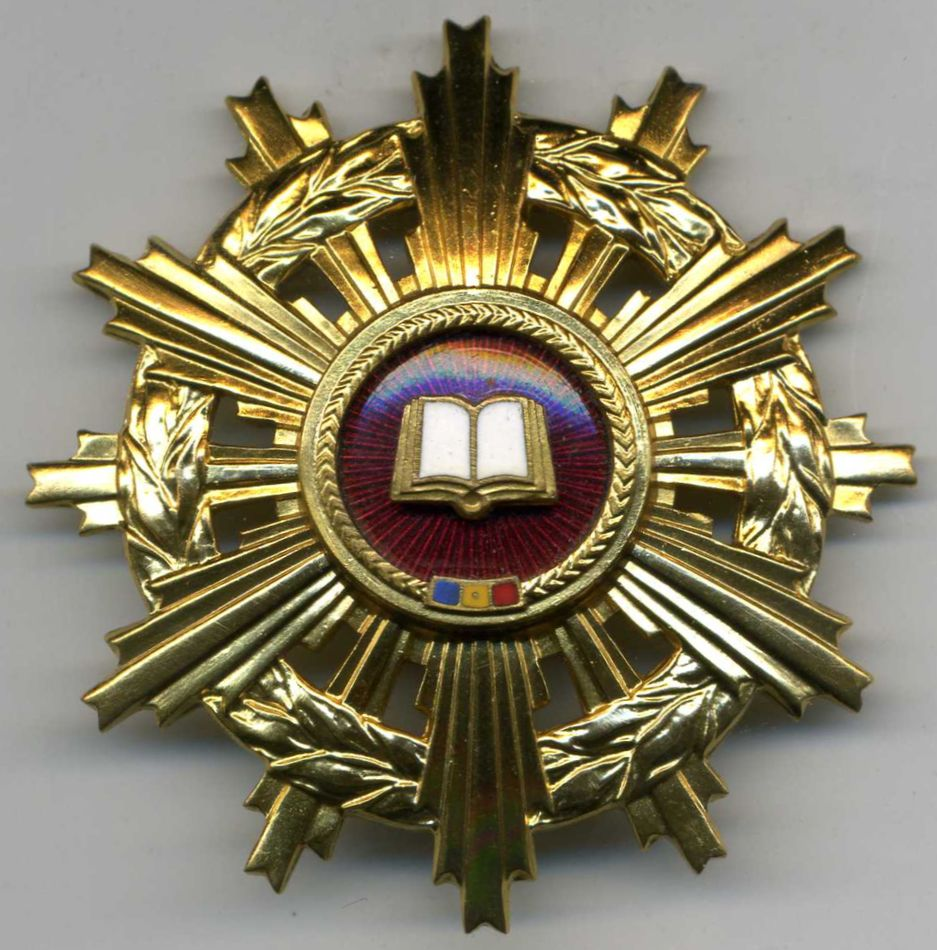
Орден и планка «За научные заслуги» 1 степени
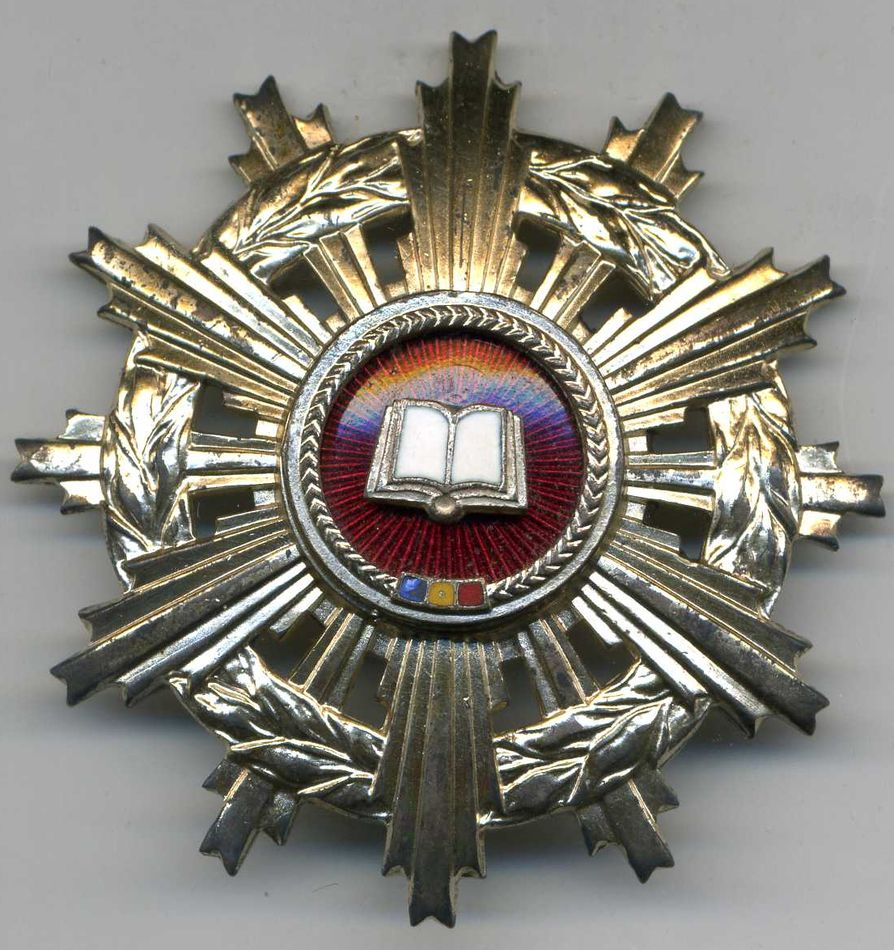
Орден и планка «За научные заслуги» 2 степени
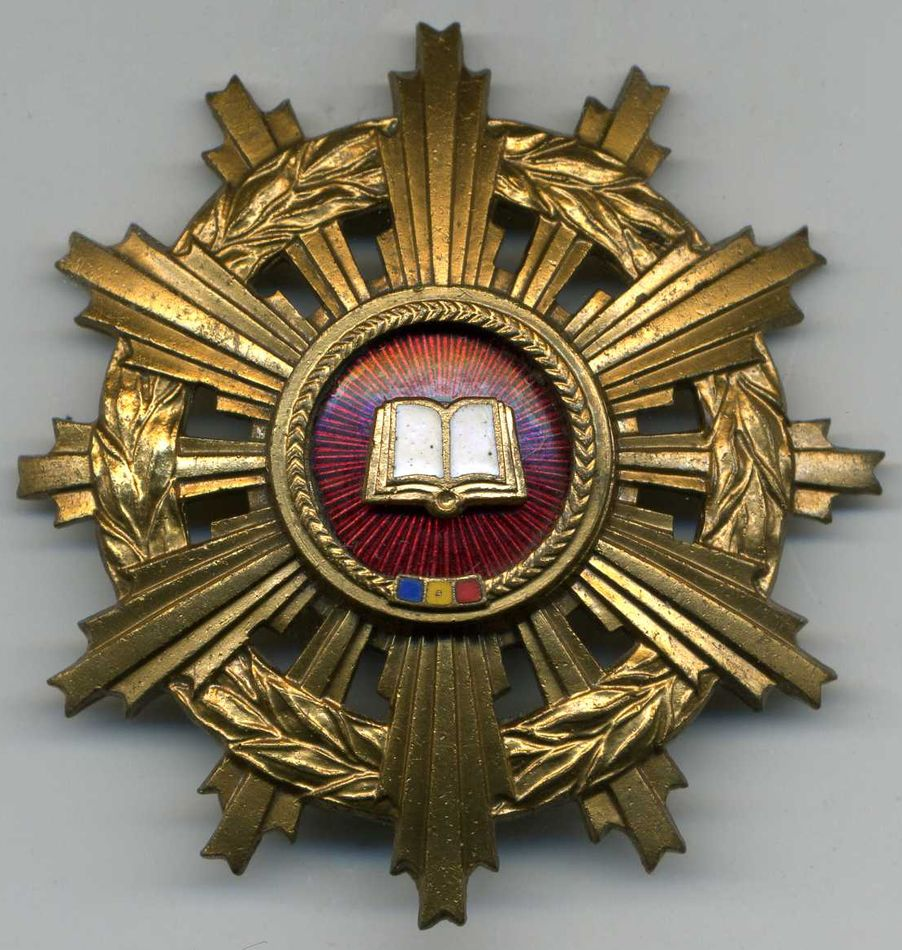
Орден и планка «За научные заслуги» 3 степени
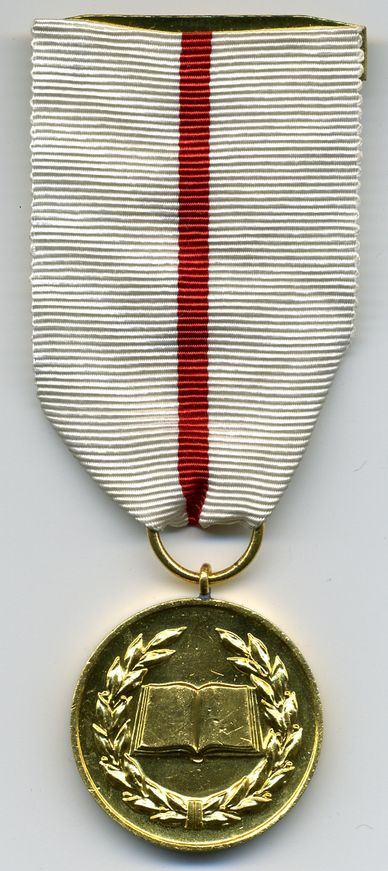
Медаль «За научные заслуги»